# 布森山麓豪森
布森山麓豪森是德国巴登-符腾堡州的一个市镇。总面积3.52平方公里，总人口268人，其中男性136人，女性132人（2011年12月31日），人口密度76人/平方公里。